# サイバーバンカー

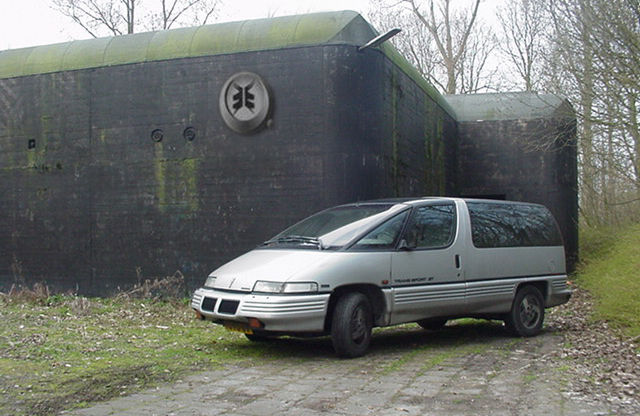
サイバーバンカーが収容されていたオランダゼーラント州の旧NATOバンカー

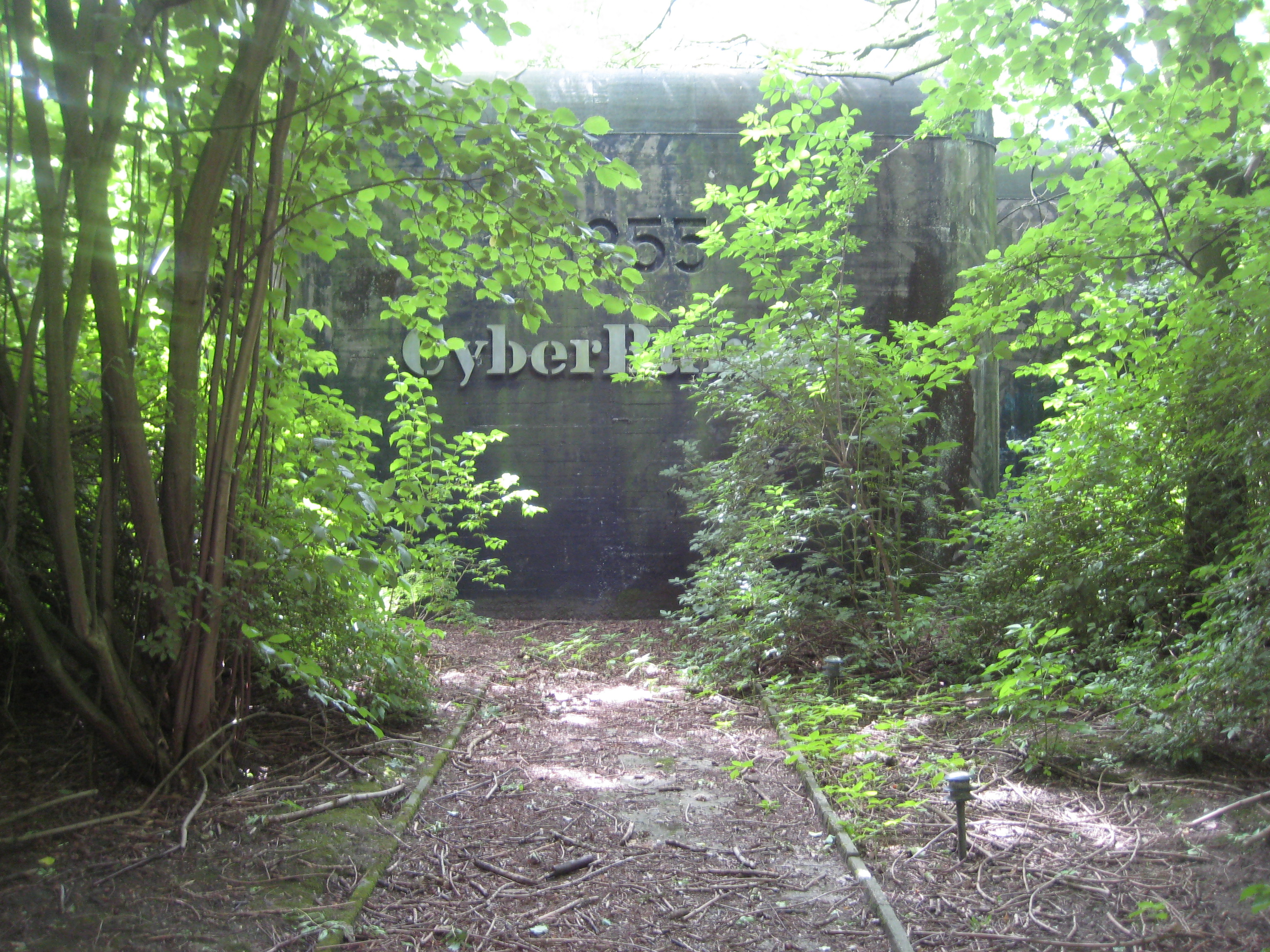
サイバーバンカーの入り口

サイバーバンカー（英: CyberBunker）は、オランダおよびドイツに所在したインターネットサービスプロバイダであり、そのウェブサイトによれば「児童ポルノおよびテロに関連するものを除き、あらゆるウェブサイトに対してサービスを提供していた」とされている。同社はかつてゼーラント州にある旧NATOのバンカーにて運営されており、名称の由来ともなっている。その後、ドイツ・トラーベン＝トラーバッハにある別の旧NATOバンカーで運営を継続した。スヴェン・オラフ・カンプホイスはサイバーバンカーを「Republic of CyberBunker（サイバーバンカー共和国）」と称し、自らを電気通信・外務大臣と名乗っていた。
サイバーバンカーはパイレート・ベイのウェブホストとして機能していたほか、ウィキリークスの多数あるミラーの一つでもあった。また、同社はスパマー、ボットネットのC&Cサーバ、マルウェア、およびオンライン詐欺のホストであったと非難されている。さらに、同社はスパムハウス・プロジェクトおよびアメリカ合衆国国防総省が使用するIPアドレスのBorder Gateway Protocolハイジャックにも関与していた。スパムハウスへのハイジャックは、2013年3月に彼らに対して仕掛けられた極めて大規模なDDoS攻撃の一環であった。この攻撃の規模が極めて大きかったため、マスメディアにおいても大きく報道された。
2013年時点で、サイバーバンカーは住所としてバンカーを掲げていたが、サーバーの所在地は不明であった。
2019年9月、ドイツ警察はトラーベン＝トラーバッハのバンカーにある同社の施設を急襲し、業務を停止させた。7名の容疑者が逮捕された。

## 歴史

### オランダのバンカー（CB-1）
1995年、ヘルマン＝ヨハン・クセントはオランダ南部の小さな町クルーティンゲのすぐ外に位置する、NATOが使用していた20,000-平方フート (1,900 m2)のバンカーを購入した。このバンカーは1955年に建設され、当初はオランダ軍の戦時中の州軍指令センター（オランダ語: Provinciaal Militair Commando）として使用されており、核攻撃にも耐えうる構造であった。このバンカーは1994年にオランダ軍によって除籍された。
クセントは協力者たちと共にこのバンカー内にサイバーバンカー社を設立し、ウェブサイトの「防弾ホスティング」を提供した。1990年代における同社の顧客は主にポルノグラフィのウェブサイトであった。同社の方針は、児童ポルノおよびテロ関連のウェブサイトを除くすべてを受け入れるというものであった。
2002年、オランダのバンカーで火災が発生した。消火後、インターネットホスティングサービスに加え、MDMAの製造所が稼働していたことが判明した。この製造所の運営に関与したとされる4人のうち3人は懲役3年の判決を受け、1人は証拠不十分により無罪となった。火災の後、地元自治体は同社に営業許可を与えなかったため、サイバーバンカーのサーバーはアムステルダムを含む地上の拠点へと移された。
同社は広報活動において、依然としてこのバンカーから運営を行っていると主張し続けた。2013年3月29日、安全なデータ保管サービスを提供するBunkerInfra社は、2010年以降このクルーティンゲのバンカーを所有しており、サイバーバンカーが現在もこの施設を使用しているという主張は虚偽であり、2002年の火災以降このバンカーからは運営していないとするプレスリリースを発表した。『ブルームバーグ ビジネスウィーク』誌は、同社がバンカーを取得した際には「ガラクタでいっぱいだった」と述べ、同社のゼネラルマネージャーであるグイド・ブラウがサイバーバンカーの広報資料について「すべてPhotoshopで作られた」と語ったと報じた。

### パイレート・ベイ
2009年10月、各種の反海賊版団体、特にオランダの著作権団体BREINから法的措置を受けていたBitTorrentトラッカーのパイレート・ベイは、スウェーデンからサイバーバンカーへと移転した。2010年には、ハンブルク地方裁判所が、ドイツでCB3Rob Ltd & Co KGとして運営されていたサイバーバンカーに対し、パイレート・ベイのホスティングを禁じ、違反ごとに最大で25万ユーロの罰金または2年の懲役刑が科されるとの判決を下した。

### スパムハウス
2011年10月、スパムハウス・プロジェクトはサイバーバンカーがスパマーにホスティングを提供していると特定し、同社のアップストリームプロバイダであるA2Bに対してサービスの停止を求めた。A2Bは当初これを拒否し、スパム行為に関係した1つのIPアドレスのみを遮断した。これに対しスパムハウスは、A2Bの全アドレス空間をブラックリストに登録した。A2Bは最終的に折れてサイバーバンカーとの関係を断ったが、その後スパムハウスを恐喝でオランダ警察に告訴した。
2013年3月、スパムハウスはサイバーバンカーをブラックリストに追加した。その直後、かつて報告されたことのない規模のDDoS攻撃がスパムハウスのメールサーバおよびウェブサーバに対して実行された。この攻撃は最大で300 Gbit/sに達した。通常の大規模攻撃が50 Gbit/s程度、以前に公に報告された最大規模の攻撃でも100 Gbit/sであった。この攻撃はDNS増幅攻撃を用いて行われた。2013年3月27日現在 この攻撃は1週間以上続いた。スパムハウスのCEOであるスティーブ・リンフォードは、攻撃に耐え抜いたと述べた。Googleなどの企業も、このトラフィックを吸収するためにリソースを提供した。この攻撃は世界中の5つの国家サイバー警察部門によって捜査された。スパムハウスは、サイバーバンカーが東ヨーロッパおよびロシアの「犯罪組織」と協力して攻撃を行ったと主張したが、サイバーバンカーはこの申し立てに関してBBCのコメント要請に応じなかった。
サンフランシスコに拠点を置くインターネットセキュリティ企業で、スパムハウスをDoS攻撃から守っていたCloudflareも標的となった。2013年3月28日にはサイバーバンカーのウェブサイトが短時間オフラインとなり、自らもDDoS攻撃の被害者となった可能性がある。
2013年4月25日、サイバーバンカーの広報担当として知られていたスヴェン・オラフ・カンプフイスが、オランダ当局の要請により、欧州司法機構を通じた協力のもとバルセロナ近郊でスペインの警察によって逮捕された。その翌日には、Pastebin.comに匿名のプレスリリースが投稿され、カンプフイスの釈放を要求し、拘留が続けばさらなる大規模攻撃を行うと脅迫した。スペイン当局は、カンプフイスが装備の整ったバンカーを拠点とし、移動可能なコンピュータオフィスとしてバンを使用していたと報告したが、当該バンカーに関する詳細は明らかにされなかった。2013年9月には、このスパムハウス攻撃に関連して4月に2人目の逮捕者が出ていたことが明らかとなった。この容疑者はロンドン出身の16歳であった。カンプフイスはオランダへの引き渡しを待って55日間拘留され、その後有罪判決を受け、240日の懲役刑を言い渡された。この刑は執行猶予付きとされ、拘留されていた55日間が勘案された。

### トラーベン＝トラーバッハのバンカー（CB-3）
2013年、同社はドイツのトラーベン＝トラーバッハに2つ目のバンカーを購入した。早くも2015年には、ドイツのサイバー犯罪捜査官がこのバンカーの出入口のインターネット通信を傍受する捜査令状を取得した。この時期、同社の顧客にはダークウェブ上のマーケットプレイスであるWall Street Market、Cannabis Road、Flugsvamp、および違法薬物、偽造通貨、偽身分証明書の交換を行うフォーラムFraudstersが含まれていたとされる。アイルランドの犯罪者で一時トラーベン＝トラーバッハに居住していたジョージ・J・ミッチェルは、暗号化電話事業の運営についてXenntに接触した。暗号化メッセージアプリであるExcluのバックエンドはCyberBunkerのサーバー上で運用されていた。
2019年9月、ドイツの警察官600人がこのバンカーを強制捜査した。この捜査で7人が逮捕された。警察は後に、このバンカーから2016年後半にドイツテレコムに対するDoS攻撃が行われたと発表した。
2021年、Xenntと他6人の被告は犯罪組織を形成していたとして有罪判決を受けたが、サーバー上で行われた犯罪の幇助については無罪となった。彼らには28か月から59か月の懲役刑が言い渡された。

## ドキュメンタリー
Netflixのドキュメンタリー『サイバーバンカー: 犯罪の潜む場所』は2023年に公開された。捜査にあたった検察官や警察官、トラーベン＝トラーバッハの市長、ジャーナリスト、Xenntおよび彼の組織の他のメンバーへのインタビューが含まれている。警察は、潜入捜査員として庭師と清掃員をバンカー内に送り込み、襲撃の前にXenntとその仲間をバンカーの外へ誘き出したことを明らかにした。